# Franklin Bache Stephenson

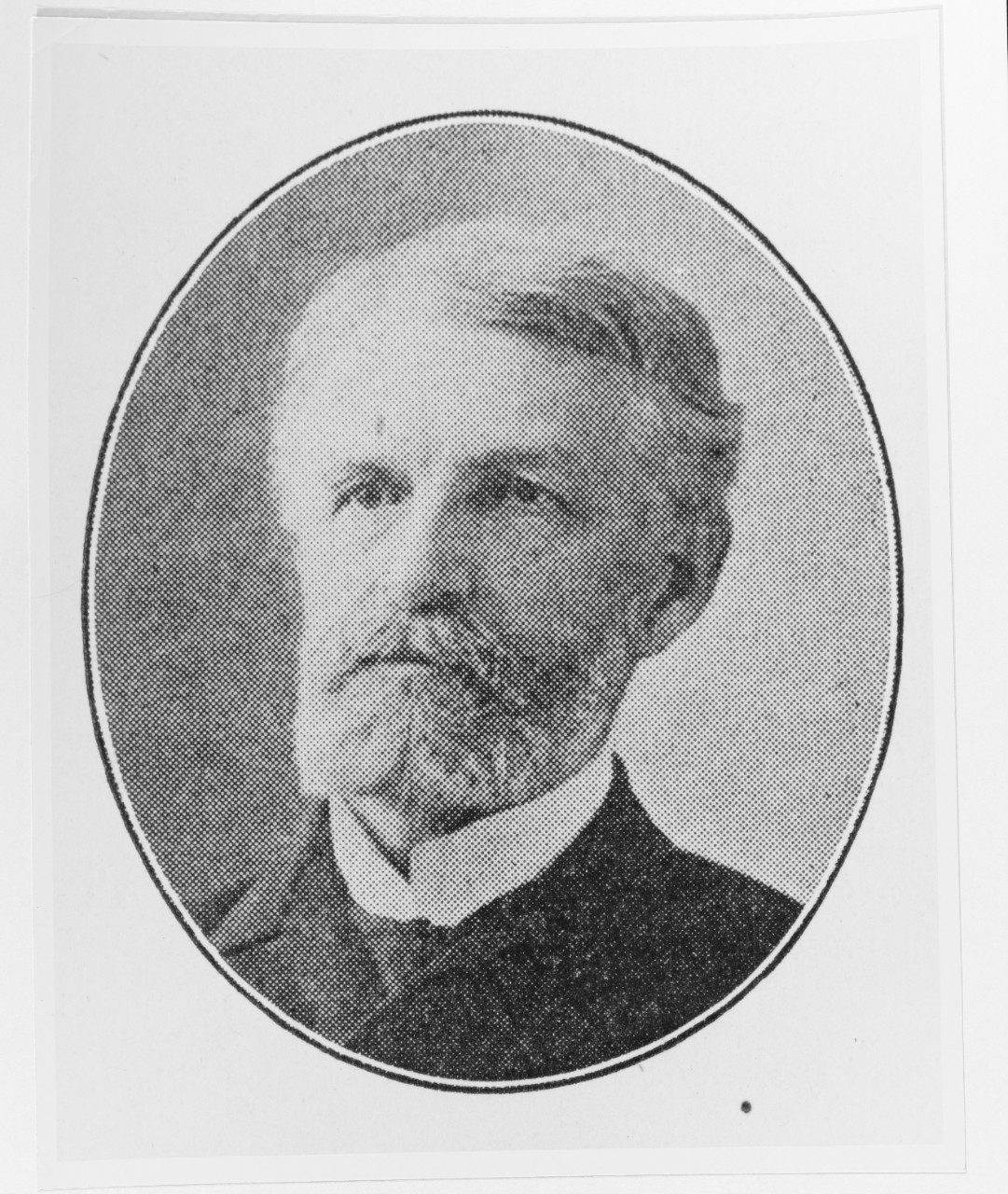
Franklin Bache Stephenson, etwa 1873

Franklin Bache Stephenson (* 28. März 1848 in Greenville, Mercer County, Pennsylvania; † 22. Dezember 1932) war ein US-amerikanischer Militärarzt und Polyglott.

## Leben
Stephenson verwaiste im Alter von fünf oder sechs Jahren. 1870 erwarb er am Allegheny College in Meadville, Pennsylvania, einen Bachelor, später einen Master. Das Studium der Medizin absolvierte er am Cleveland Medical College (heute Case Western Reserve University). 1873 erwarb er an der University of Pennsylvania den M.D. und wurde im selben Jahr zum Assistant Surgeon der United States Navy berufen, 1888 zum Surgeon befördert und 1900 zum Medical Inspector im Range eines Commander (vergleichbar Fregattenkapitän). Im Spanisch-Amerikanischen Krieg 1898 diente er als Chief Surgeon auf der Oregon.
Stephenson war Mitglied mehrerer wissenschaftlicher Gesellschaften, darunter der American Academy of Arts and Sciences, die ihn 1889 hinzuwählte. Er beherrschte Französisch, Deutsch, Spanisch, Portugiesisch, Italienisch, Russisch und Japanisch und hatte Kenntnisse in Latein, Altgriechisch, Rumänisch, Polnisch (und anderen slawischen Sprachen), Finnisch, Schwedisch, Dänisch, Niederländisch, Malaysisch und Sanscrit. Stephenson übersetzte verschiedene, z. T. wissenschaftliche Artikel aus dem Russischen, Niederländischen und anderen Sprachen, unter anderem für das Massachusetts State Board of Agriculture oder den Boston Daily Advertiser. Eigene Arbeiten befassten sich mit mikrobiologischen, chirurgischen, reproduktionsmedizinischen, psychiatrischen, augenärztlichen, dermatologischen, labormedizinischen und medizinhistorischen aber auch mit freimaurerischen, historischen, ethnologischen und linguistischen Themen.
Franklin Bache Stephenson war seit 1882 mit Rosalie Carnes Wilson (1855–1920) verheiratet. Sein Grab befindet sich auf dem Arlington National Cemetery.